# Хома Дмитро Миколайович
Хома Дмитро Миколайович (4 грудня 1965, с. Лукавці, Вижницького району, Чернівецької області) — український естрадний співак, композитор, поет, заслужений артист України. Соліст Академічного ансамблю пісні і танцю Державної прикордонної служби України.

## Життєпис
Хома Дмитро Миколайович народився 4 грудня 1965 року в с. Лукавці, Вижницький район, Чернівецька область у сім'ї робітників. Закінчив на відмінно школу (1982 р) і також з відзнакою Чернівецьке училище мистецтв імені Сидора Воробкевича(1986), де і почав писати пісні. 1984-86 рр. проходив службу на Рибальський (півострів) у Мурманська область, де півтора року був художнім керівником ВІА «Полярні зорі». Після армії — шість років (1986—1993) працював директором Лукавецького СБК, який був одним із кращих у Чернівецькій області (керував ВІА «Плай», хоровим та вокальними колективами). У цей час закінчив 1993 року Київський національний університет культури і мистецтв спеціалізація — академічний хор. Працював у різних музичних гуртах Чернівецької області.
Як автор та виконавець ставав неодноразовим переможцем та лауреатом Міжнародних та Всеукраїнських телерадіофестивалів, а саме: Прем'єра пісні, «Рідна мати моя», почесним гостем Мелодія двох сердець, «Соловейка долі», «Від Черемоша до Прута», «Пісенне джерело», телерадіопрограм «Моя пісенна сповідь», «Будьмо знайомі», «Моя любов — Україна», «Українське мереживо», «Надвечір'я», «Надвечір'я долі», «Фольк-мюзік», «Промоверсія», «На перехресті доріг», «Український альбом», та багатьох інших концертних програм до різноманітних свят нашої країни, та окремих її особистостей.
З 2005 року працює солістом-вокалістом у Акадамічному ансамблі пісні і танцю Державна прикордонна служба України.
Пісні пише в основному про кохання, про любов до України, до матері і батька, до родини, та на іншу популярну тематику! Пише сценарії до різноманітних свят, та заходів.
Співпрацює з — Крищенко Вадим Дмитрович,Гаденко Мар'ян Ілліч, Луків Микола Володимирович,Білоножко Віталій Васильович, Білоножко Світлана Григорівна, Мага Петро Петрович, Красовський Іван (тенор), Сандулесу Лілія Василівна,
Шестак Надія Петрівна, Юрій Васильківський, Охріменко Ігор Станіславович, Андрій Вінцерський, Євген Столяр, Геннадій Синєок, Микола Гордійчук, Андрій Гураль, Мрежук Павло Павлович, Кавун Віктор Миколайович, Бурміцький Олександр Анатолійович, Ніна Мирвода, Олена Лукашова, Сергій Коваль, Юрій Ракул, дует «Горислава», Богдан Пасинчук, та ін.

## Громадська діяльність
Не залишається Дмитро Хома осторонь громадської діяльності. Активна життєва позиція і небайдужість до суспільно-політичного життя — це, насамперед, результат становлення особистості митця у період складних і неоднозначних суспільно-політичних трансформацій, які переживала і переживає Україна. І тому свідчення його участь у благодійних громадських акціях, приурочених до важливих державних подій, постійна співпраця з такими організаціями, як «Україна-світ», «Діалог», різними товариствами українців за кордоном, земляцтвами України, і, насамперед,Буковинське земляцтво у Києві та іншими товариствами та організаціями, що славлять нашу Неньку-Україну!
Багато виступає благодійно перед воїнами, ветеранами, людьми похилого віку та дітьми до найрізноманітних дат і просто на підтримку людей.
Є головою журі вокального конкурсу «Осіння пісня» Всеукраїнського молодіжного мистецького фестивалю ім. Івана Коваленка (Коваленко Іван Юхимович), членом журі багатьох інших мистецьких фестивалів та конкурсів. Завжди бажаний гість у навчальних закладах, культурно-мистецьких центрах, на різних зустрічах і зібраннях, де несе людям добро не тільки поетичним словом і піснею, але й приватною розмовою, свою позицію, щодо минулого, сьогодення та майбутнього України!
Дмитро Хома — багаторазовий лауреат та переможець всеукраїнських та міжнародних пісенних фестивалів і конкурсів.
Член творчої спілки — Асоціація діячів естрадного мистецтва України Асоціація діячів естрадного мистецтва України.

## Творчий доробок
Багато авторських пісень Дмитра виконуються у концертних програмах, як самим автором так і відомими та заслуженими, а також самодіяльними артистами України: «Доленько моя», «Край моїх батьків», «Я прилечу до тебе мила», «Україна понад усе», «Невипадкове кохання», «На день народження твоє», «Навіки Україну збережи», «Заспівай мені мамо», «Дорогим батькам», «Хай щастить», «Моя колиска», «Ой мамо хай летять літа», «Доки я живу кохаю», «Щасливий той, хто любить край», «Моїм друзям», «Я повертаюсь в Чернівці», «Мої Лукавці — мій оберіг», «Я, прикордонник мамо», «Надій, віри і любові», «Вертайтеся до рідної землі», «Школа рідна», «Моя Буковина», «Мамина стежина», та багато інших, давно полюбилися його прихильникам як в Україна, так і далеко за її межами.
Концертну діяльність розпочав у далекому 1982 році і відтоді постійно на сцені. З великим успіхом бере участь не тільки у сольних, але і у концертах з різними знаними друзями-артистами, як на великих сценах, так і у самих віддалених Будинках культури, клубах та імпровізованих концертних майданчиках.
Багато років вважає за честь, виступи у складі Академічного ансамблю пісні і танцю Державна прикордонна служба України перед воїнама-прикордонниками та різними аудиторіями, де так чекають і люблять цей знаний творчий колектив. У 2016 році створив і розпочав виступи з Авторською родинною концертною програмою «Ми з України родом». Унікальність її у тому, що участь беруть виключно члени однієї сім'ї. Окрім Дмитра, співачка і його дружина Ольга Кашул, а також сини Микола та Іванко. Різножанровий концерт розрахований на два відділення
(у програмі: пісенні соло, дуети, квартети, класичні танці, інструментальна музика, поезія, гумор).
Гарним фінальним акордом після виступів у багатьох селах і містах, став його авторський концерт у Києві (квітень 2019 р).

## Друковані твори
- Дмитро Хома."Хай щастить з роси Вам і води"/Поетична збірка;К.:— 2015
- Дмитро Хома. "Дорогами життя" /Поетична збірка;К - 2024

## Дискографія
- 1995 — Мій пісенний світ (касета)
- 1998 — Для Вас, друзі (касета)
- 2002 — Українська пісня (CD-Audio)
- 2004 — Пісня без кордонів (CD-Audio)
- 2008 — Музика для Вас (CD-Audio)
- 2012 — Надії, Віри і любові (CD-Audio)
- 2016 — Україна понад усе (CD-Audio)
- 2019 — Ми з України родом (CD-Audio)

## Відзнаки і нагороди
- З 1982 по 2020 — нагороджений багаточисельними дипломами, грамотами, пам'ятними кубками, подяками та різними відзнаками за творчу діяльність.
- 2011 — медаллю «20 років Державній прикордонній службі України»
- 2013 — відзнакою музично-поетичного конкурсу «Смарагдова ліра»
- 2015 — пам'ятною медаллю «За благодійну діяльність»
- 2017 — почесний житель Лукавців
- 2018 — почесне звання «Заслужений артист України»